# Институт литосферы
Институ́т литосфе́ры (ИЛСАН) — академический геологический институт АН СССР / РАН. Осуществлял исследования структуры и вещества каменной оболочки Земли — литосферы, процессов возникновения и преобразования геологических комплексов, а также антропогенного воздействия на литосферу. Находился в Москве в усадьбе Чижовых (1835) по адресу Старомонетный переулок, 22.

## История
Основан в 1978 году как Институт литосферы АН СССР. По постановлению Президиума АН № 217 от 22 февраля 1979 г. и в соответствии с распоряжением Совета Министров СССР от 8 февраля 1979 г. № 278р было принято окончательное решение и создании института на базе Лаборатории осадочных полезных ископаемых (ЛОПИ, основана Л. В. Пустоваловым). В 1961—1976 годах лаборатория была в ведении Министерства геологии СССР, а 1976 года вновь перешла в АН СССР.

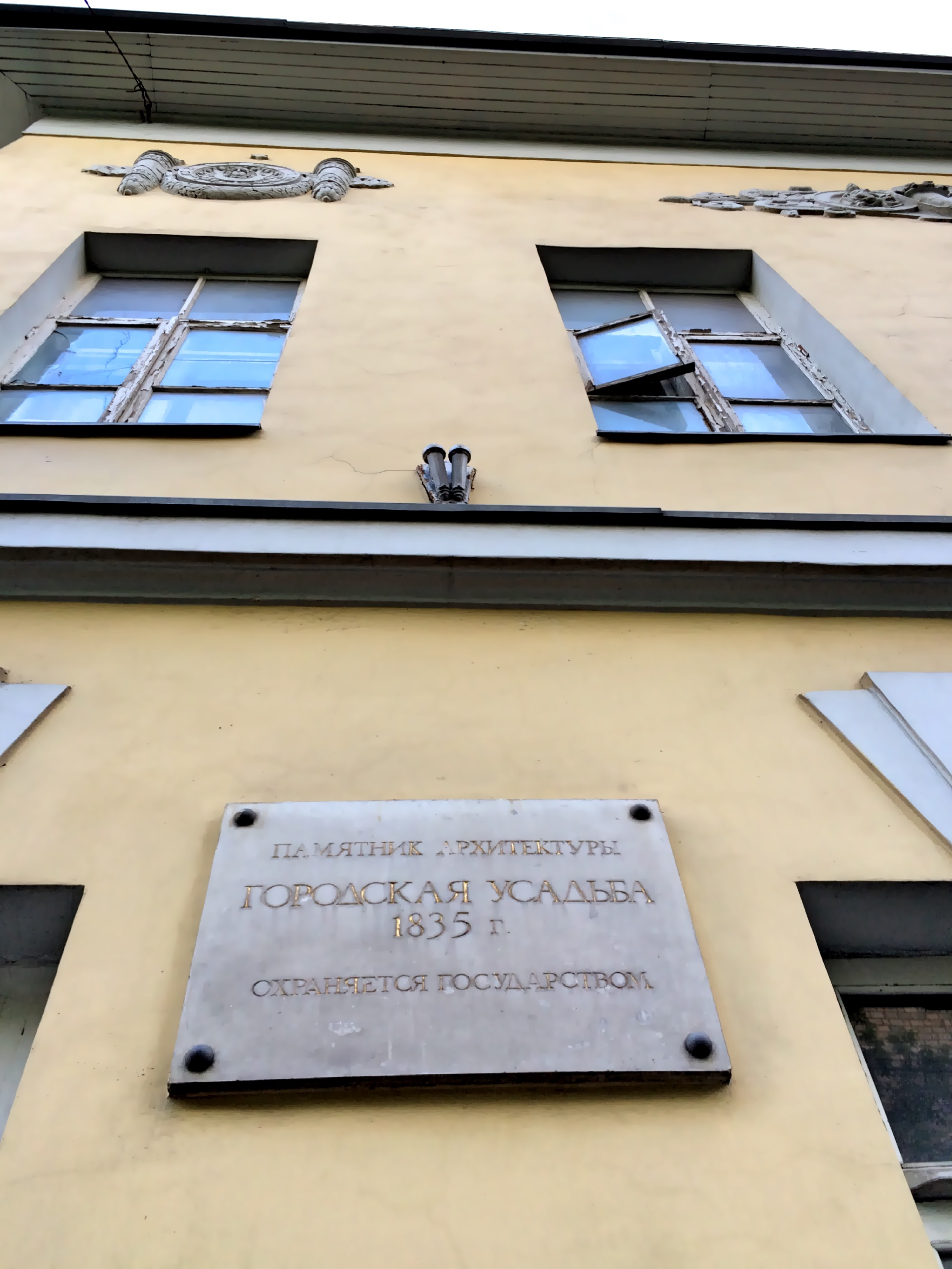
Фасад здания института

Располагался в Москве в старинной усадьбе Чижовых (1835 года постройки), по адресу Старомонетный переулок, дом 22.
Исследовал структуры и вещества каменной оболочки Земли — литосферы, процессов возникновения и преобразования геологических комплексов, антропогенного воздействия на литосферу.
В 1980-е годы институт участвовал в Международной программе «Литосфера».
Сотрудники института входили в «Тектоническое общество России» (ТОР)
В 1991 году стал называться «Институт литосферы РАН».
В феврале 1998 года был переименован в Институт литосферы окраинных и внутренних морей РАН.
В 2004 году был объединён с Геологическим институтом РАН.
В мае 2019 года ГИН РАН покинул это здание из-за резкого повышения арендной платы.

### Руководство
Директора по году назначения:

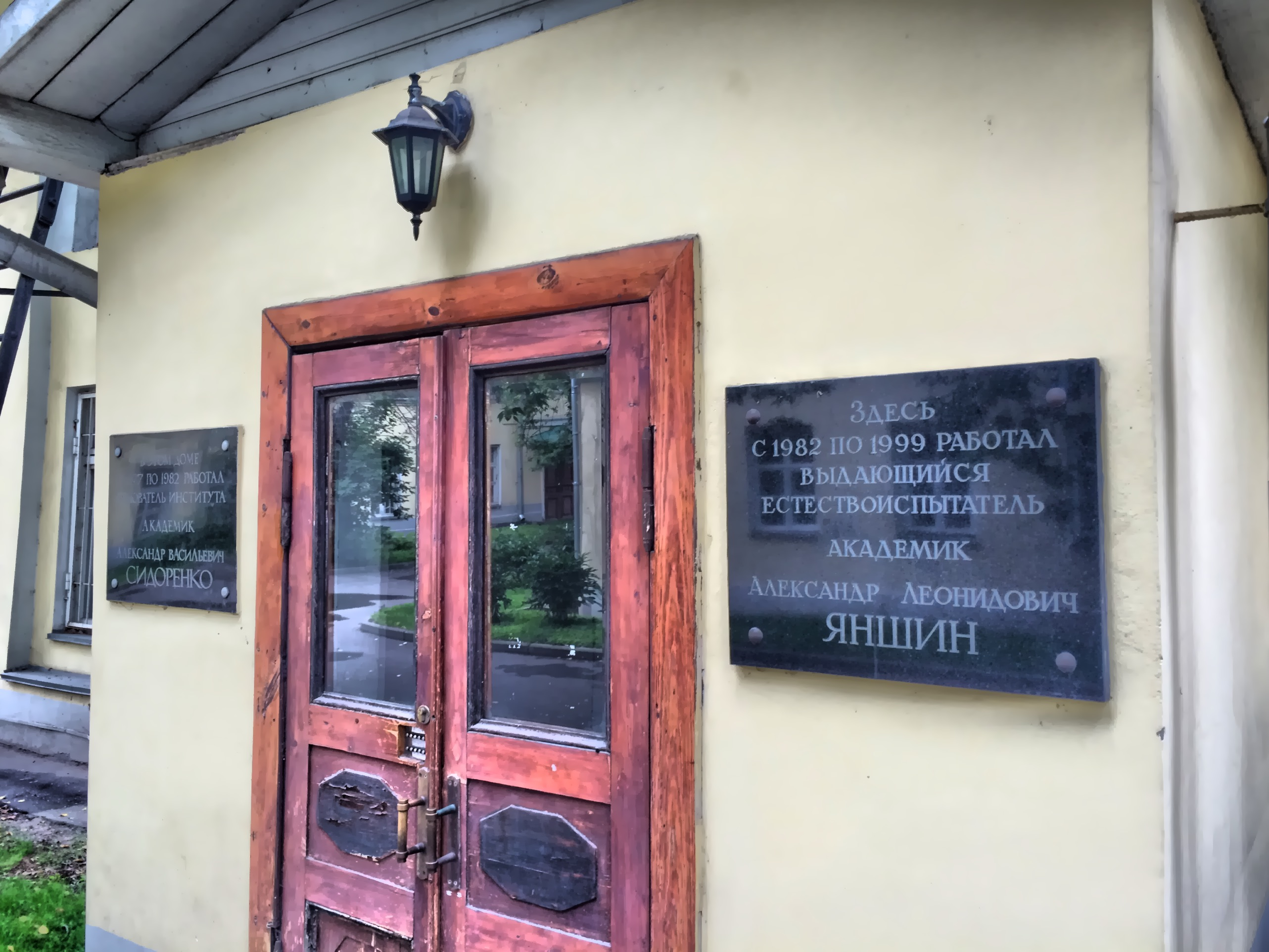
Мемориальные таблички во дворе института

- 1979 — Сидоренко, Александр Васильевич
- 1982 — Яншин, Александр Леонидович, в дальнейшем «почётный директор»
- 1989 — Богданов, Никита Алексеевич

Другие сотрудники:
- 1972 — Лучицкий, Игорь Владимирович, заведующий отделом палеовулканологии
- 1985 — Дымкин, Александр Михайлович, заместитель директора
- 1988 — Осипов, Виктор Иванович, заместитель директора
- 1979 — Сергеев, Евгений Михайлович, заведующий сектором геологии окружающей среды, заведующий отделом региональной инженерной геологии.

## Структура
В 1980-е года в состав института входили:
- Сектор эволюции литосферы в докембрии
отделы: литологии и геохимии, биогенного литогенеза, минералогических исследований с лабораториями акцессорных минералов, термобарогеохимии; палеовулканологии, геологии Земли из Космоса с лабораториями -геологического дешифрирования аэро- и космической информации, геологической картографии; изотопной геологии, экспериментальных исследований метаморфизма.
- Сектор сравнительной литологии
отделы: хемогенного литогенеза, континентального литогенеза, стратиформных месторождений, структуры океанической коры
- Сектор геологии города Москвы
отделы: инженерной геологии Москвы и крупных городских агломераций с лабораториями — инженерной геологии городских агломераций, прогнозирования изменений геологической среды; инженерной геодинамики, гидрогеологических процессов и прогнозов структурной геоморфологии; научно-вспомогательные и производственные подразделения.

В подчинении и обеспечении института находились:
- Научный Совет по проблемам биосферы
- Советский комитет Тихоокеанской научной ассоциации
- Советский комитет международной программы «Литосфера»
- Организационный комитет 27 сессии Международного геологического конгресса (Москва, 1984).

В 2000 году в институте была создана Группа трекового анализа, руководитель А. В. Соловьёв.

## Научные темы
В 1984 году основными направлениями работы института были:
- разработка теории эволюции осадочного и осадочно-метаморфического породо- и рудообразования с целью создания научных основ прогнозирования месторождений полезных ископаемых.
- установление эволюции в последовательном развитии литосферы, континентов и океанов.
- изучение связи процессов эволюции поверхности литосферы с окружающей средой и взаимодействие их с человеком и биосферой.

В 1986 году темы были уточнены:
- эволюция магматизма, осадочного и метаморфического породо- и рудообразования в истории развития литосферы, создание теоретических основ прогнозирования месторождений полезных ископаемых.
- история последовательного геологического развития океанической и континентальной литосферы.
- изучение связи процессов эволюции поверхности литосферы с окружающей средой, взаимодействие их с человеком и биосферой.

Институт составил серии тектонических карт окраинных морей России (Масштаб 1:2 500 000) по регионам: Баренцева, Карского и Лаптевых морей, Охотского и частично Японского (Татарский пролив) и Берингова (Командорская котловина) морей.

## Публикации
- Лучицкий И. В. Металлогения докембрийских гранитоидов ИЛС АН СССР. М: ИЛС АН СССР, 1983.
- Хаин В. Е., Николаев В. Г. Внутриплитные явления в земной коре: Сборник научных трудов ИЛС АН СССР. М: ИЛС АН СССР, 1988.
- Тектоническая карта Баренцева моря и северной части Европейской России / Отв. ред. Н. А. Богданов, В. Е. Хаин. Институт литосферы РАН. М.: Картография, 1996.
- Лобацкая Р. М., Кофф Г. Л. Разломы литосферы и чрезвычайные ситуации. М.: РЭФИА; Институт литосферы РАН, 1997. 187 с.